# VFW H-3
Der VFW H-3 Sprinter war Ende der 1960er-Jahre ein Flugschrauber des deutschen Herstellers Vereinigte Flugtechnische Werke.
Die Besonderheit des Hubschraubers war das Antriebskonzept mit einem kalten Blattspitzenantrieb. Dazu trieb die Allison-250-Freiwellenturbine mechanisch einen Radialverdichter an, der über ein Leichtmetallrohr und einen kurzen flexiblen Verbindungsschlauch Druckluft zu dem um die Rotorkopfachse angeordneten Luftverteiler leitete. Der rotierende Teil dieses Luftverteilers wurde von einer Schere im Rotorkopf mitgenommen. Eine Gleitfläche des feststehenden Luftverteilerrohres führte die Taumelscheibe der konventionellen Rotorsteuerung.
Vom Luftverteiler wurde die Druckluft mittels drei flexibler Schläuche in die Rotorblätter geleitet. Die Luft strömte bis zur Blattspitze und wurde nach der Umlenkung in einer Schlitzdüse entspannt. Das Antriebskonzept wurde in dem Versuchsträger VFW H-2 getestet.
Für den Vortrieb waren zwei Mantelpropeller vorgesehen, die über ein regelbares Differentialgetriebe und Wellen angetrieben werden sollten. Während der Erprobung waren die Propeller jedoch noch nicht montiert. Die Maschinen wurden 1968 fertiggestellt, der Erstflug folgte im Jahr darauf.
Der Hauptrotor selbst wurde nur während der Schwebephasen angetrieben. Sonst arbeitete der Hubschrauber als Tragschrauber. Er benötigte deswegen keinen Heckrotor. Stattdessen ist ein V-Leitwerk installiert.
Es wurden nur drei Prototypen hergestellt. Einer wurde bei Lastversuchen zerstört, die beiden anderen (Luftfahrzeugkennzeichen D-9543 und D-9544) sind heute noch erhalten; ein Exemplar befindet sich im Hubschraubermuseum Bückeburg, das andere befindet sich in Privatbesitz. Es ist geplant, die Flugfähigkeit des im Privatbesitz befindlichen Hubschraubers wiederherzustellen.

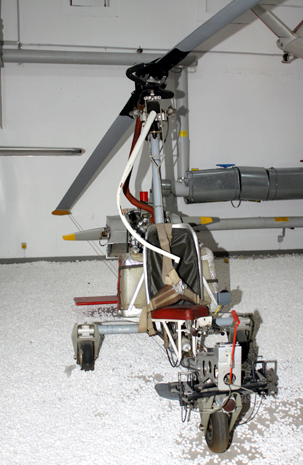
Versuchsträger VFW H-2 im Hubschraubermuseum Bückeburg

## Technische Daten
| Kenngröße             | Daten                              |
| --------------------- | ---------------------------------- |
| Sitzplätze            | 3                                  |
| Länge                 | 9,30 m                             |
| Höhe                  | 2,50 m                             |
| Rotordurchmesser      | 8,70 m                             |
| Spurweite             | 2,00 m                             |
| Radstand              | 2,28 m                             |
| Leermasse             | 500 kg                             |
| max. Startmasse       | 950 kg                             |
| Höchstgeschwindigkeit | 250 km/h                           |
| Dienstgipfelhöhe      | 3900 m                             |
| Reichweite            | 500 km                             |
| Triebwerk             | eine Wellenturbine Allison 250 C18 |
| Leistung              | 294 kW (400 WPS)                   |